# Vihti
Vihti (in svedese Vichtis) è un comune finlandese di 28913 abitanti, situato nella regione dell'Uusimaa.
La municipalità è situata a circa 50 km a nordovest da Helsinki. Ha circa 27 000 abitanti (nel 2007), copre un'area di 567 km² di cui 44,91 km² (7,9%) è acqua. Vihti fa parte della regione metropolitana di Helsinki. La popolazione è cresciuta rapidamente a partire dagli anni sessanta a causa dell'eccedenza della quota interna di immigrati. A Nummela, il centro amministrativo e commerciale, vive circa una metà della popolazione mentre a Vihti-Centro vivono circa 6 000 abitanti.

## Storia
Al 1433 risale la prima menzione di Vihti in un documento. La parrocchia di Vihti fu fondata nel 1507. Il primo curato dell'indipendente parrocchia fu nominato il 24 agosto 1507 in una chiesa dedicata a Santa Brigitta. Delle quattordici chiese medievali nella provincia di Uusimaa è rovinata soltanto la Chiesa di Santa Brigitta. La municipalità di Vihti fu fondata nel 1867. Le origini del nome "Vihti" sono incerte, ma una teoria indica che abbia origine dalla parola germanica "strega" (witch in inglese).

## Economia e geografia
Più del 70% degli abitanti della municipalità lavora nel settore terziario. Essendo un comune della regione metropolitana, esiste un gran numero di pendolari tra Vihti e Helsinki. Circa il tre per cento lavora nell'agricoltura, visto il clima relativamente favorevole. A Vihti sono localizzate anche molte imprese industriali. Il reddito pro capite supera quello medio finlandese.
Ci sono circa cento laghi a Vihti, i più grandi si chiamano Hiidenvesi e Enäjärvi. I boschi coprono gran parte dell'area totale. Sulle sponde dei moltissimi laghi nel comune si trovano numerose residenze estive; è una zona ricreativa molto popolare per gli abitanti di Helsinki. I colori dello stemma di Vihti sono blu ed oro.
I personaggi nazionalmente conosciuti di Vihti sono i musicisti Anssi Kela e Jari Sillanpää.

## Società

### Lingue e dialetti
Il finlandese è l'unica lingua ufficiale di Vihti.
| %     | Ripartizione linguistica (gruppi principali) |
| ----- | -------------------------------------------- |
| 1,8%  | madrelingua svedese                          |
| 95,0% | madrelingua finlandese                       |

## Sviluppo demografico
| Anno | Abitanti |
| 1749 | 1 403    |
| 1907 | 8 532    |
| 1960 | 10 997   |
| 2000 | 23 858   |